# PowerToys
PowerToys sind eine Sammlung von Hilfsprogrammen für Windows-Betriebssysteme. Sie wurden von Microsoft erstmals zusammen mit Windows 95 veröffentlicht, Windows XP enthielt eine aktualisierte Version mit neuen Hilfsprogrammen.

## Entwicklungsgeschichte der Versionen

### PowerToys für Windows 9x
Das wohl bekannteste Programm der PowerToys war TweakUI, mit dem verschiedene Einstellungen der Windows-Registrierung über eine einfache grafische Benutzeroberfläche verändert werden konnten. Dies ermöglichte es auch unerfahrenen Benutzern, Einstellungen zu verändern, die eigentlich für Netzwerkumgebungen vorgesehen waren. TweakUI war auch auf der Installations-CD von Windows 98 (Erste Ausgabe) enthalten, wurde aber aus Support-Gründen von den späteren CDs (Windows 98 Zweite Ausgabe und Windows Me) entfernt. Das Programm war zudem stets über die Microsoft-Webseite herunterladbar.
Die anderen Programme hatten die Funktion von kleineren Hilfsprogrammen. So ermöglichte etwa Command Prompt Here das Öffnen einer Befehlszeile aus dem Windows-Explorer heraus im aktuell geöffneten Ordner, Shortcut Target Menu erlaubte beim Rechtsklick auf eine Verknüpfung das Öffnen der Eigenschaften der Zieldatei bzw. des Zielordners statt nur der Verknüpfungsdatei, und CabView ermöglichte das Öffnen von CAB-Dateien wie normale Ordner (ab Windows 98 standardmäßig im Betriebssystem enthalten).
Später erschienen dann auch die Kernel Toys, die sich vorwiegend mit Systemeinstellungen von Windows 95 befassten.

### PowerToys für Windows XP und Entwicklungspause
Die PowerToys für Windows XP enthielten eine aktualisierte und an das Betriebssystem angepasste Version von TweakUI. Die weiteren Hilfsprogramme waren hauptsächlich Spielereien, einige enthielten aber durchaus weitere Bekanntheit: So ermöglichte der ClearType Tuner das Anpassen der ClearType-Einstellungen für LCD-Bildschirme, der PowerToy Calculator war eine stark verbesserte Version des mit Windows mitgelieferten Rechners, der Funktionen speichern und die Funktionsgraphen wahlweise im kartesischen oder im polaren Koordinatensystem zeichnen konnte; zudem konnte zwischen mehreren Maßeinheiten umgerechnet werden, und SyncToy war eine verbesserte Version des Aktenkoffers.
Da das Programm zwischenzeitlich rund 12 Jahre nicht weiterentwickelt wurde, sind für Windows Vista bis Windows 8/8.1 keine PowerToys-Versionen erschienen.

### PowerToys für Windows 10 und 11
Am 5. September 2019 wurde die erste Vorschau der Version 0.11.0 für Windows 10 veröffentlicht. Diese Version (und spätere) sind auch mit Windows 11 kompatibel.
Ausgewählte Funktionen
- FancyZones: Erlaubt die Anpassung der Bereiche, in die der Bildschirm bei mehreren geöffneten Programmen eingeteilt ist.
- Shortcut Guide: Zeigt beim Gedrückthalten der Windowstaste eine Liste möglicher Tastenkombinationen an.
- File Explorer Add-ons: Zeigt Vorschau von Markdown- und SVG-Dateien im Windows-Explorer.
- Image Resizer: Erweiterung des Kontextmenüs zum Vergrößern und Verkleinern von Bildern.
- Keyboard Manager: Tastenkombinationen umdefinieren.
- PowerRename: Kontextmenüerweiterung zum Umbenennen von vielen Dateien in einem Arbeitsschritt.
- PowerToys Run: Schneller Start häufig verwendeter Programme.
- ColorPicker: Ermittelt Farbcode eines Pixels auf dem Bildschirm im gewünschten Farbmodell.